# Acaena alpina
Acaena alpina là loài thực vật có hoa trong họ Hoa hồng. Loài này được Poepp. ex Walp. mô tả khoa học đầu tiên năm 1843.